# نجلا فتحی
نجلا فتحی (عربی مصری: فاطمة الزهراء حسين فتحي؛ زادهٔ ۲۱ دسامبر ۱۹۴۸) هنرپیشه اهل مصر است. وی بین سال‌های ۱۹۶۶ تا ۲۰۰۰ میلادی فعالیت می‌کرد.